# Odontopera perplexata
Odontopera perplexata är en fjärilsart som beskrevs av W. Warren 1904. Odontopera perplexata ingår i släktet Odontopera och familjen mätare. Inga underarter finns listade i Catalogue of Life.